# Biholomorfisme

Beeld van een rechthoek onder een complexe exponentiële functie

In de wiskundige theorie van functies van een of meer complexe variabelen en in de complexe algebraïsche meetkunde is een biholomorfisme  of biholomorfe functie een holomorfe functie, die een bijectie is en waarvan de inverse functie ook holomorf is.
De complexe exponentiële functie beeldt bijvoorbeeld een rechthoek biholomorf af op een kwart van een cirkelring.